# Саивэо, Киатправут
Киатправут Саивэо (тайск. เกียรติประวุฒิ สายแวว; 25 января 1986, Убонратчатхани, Таиланд) — тайский футболист.

## Карьера
Киатправeт являлся одним из трех тайских игроков, проходивших просмотр в «Манчестер Сити». Это случилось вскоре после того, как бывший премьер-министр Таиланда, Таксин Чиннават вступил во владение клубом в июле 2007 года. По некоторым мнениям, данные приобретения футболистов были сделаны по политическим, а не по футбольным причинам. Троица (Терасил Дангда, Саивэо и Сури Сукха) подписала контракты в ноябре 2007 года, но так и не появилась в составе первой команды, поскольку не имели разрешения на работу из-за низкого мирового рейтинга Таиланда. По причине этого, Киатправут был отправлен в аренду в бельгийский клуб «Брюгге». В конце сезона «Манчестер Сити» отправился в Таиланд в рамках промотура, где Киатправут сыграл свое единственную игру за «горожан», в товарищеском матче против сборной Таиланд XI.